# Сен-Кристоф (Алье)
Сен-Кристо́ф (фр. Saint-Christophe) — коммуна во Франции, находится в регионе Овернь. Департамент коммуны — Алье. Входит в состав кантона Лапалис. Округ коммуны — Виши.
Код INSEE коммуны — 03223.

## Население
Население коммуны на 2008 год составляло 472 человека.
| 1962 | 1968 | 1975 | 1982 | 1990 | 1999 | 2008 |
| ---- | ---- | ---- | ---- | ---- | ---- | ---- |
| 521  | 589  | 489  | 480  | 475  | 481  | 472  |

## Экономика
В 2007 году среди 273 человек в трудоспособном возрасте (15—64 лет) 201 были экономически активными, 72 — неактивными (показатель активности — 73,6 %, в 1999 году было 76,2 %). Из 201 активного работали 189 человек (101 мужчина и 88 женщин), безработных было 12 (6 мужчин и 6 женщин). Среди 72 неактивных 19 человек были учениками или студентами, 33 — пенсионерами, 20 были неактивными по другим причинам.